# Atlético Petróleos Namibe
Atlético Petróleos Namibe is een Angolese voetbalclub uit Moçâmedes. De club werd in 1986 opgericht en heette aannvankelijk Sonangol do Namibe. In 2005 werd de huidige naam aangenomen. 

## Erelijst
- Beker van Angola

2001, 2004
1° de Agosto ·
1° de Maio ·
Atlético Sport Aviação ·
Benfica Luanda ·
CR Caála · 
CD Huíla · 
GD Interclube · 
Kabuscorp SC ·
Recreativo do Libolo ·
Atlético Petróleos Namibe ·
Onze Bravos ·
Petro Atlético ·
Porcelana FC ·
Progresso do Sambizanga ·
GD Sagrada Esperança ·
Santos FC